# Otto Kind
Otto Kind (* 26. November 1868 in Windhagen; † 11. März 1949 in Kotthausen bei Gummersbach) war ein deutscher Unternehmer und Politiker (DNVP).

## Leben und Wirken
Otto Kind wurde als jüngstes von neun Kindern des Landwirtes, Schafzüchters und Handelsmanns Karl Kind und seiner Ehefrau Karoline Schmidt geboren. Nach dem Besuch der Volksschule und der höheren Bürgerschule in Gummersbach arbeitete Kind von 1884 bis 1885 auf dem Gut seines Vaters in Windhagen. Danach durchlief er eine kaufmännische Lehre in einer Blechwarenfabrik in Weidenau. Zu dieser Zeit entdeckte Kind durch seine Begegnung mit der Siegerländer Erweckungsbewegung das Christentum für sich, dem er bis zu seinem Tod eng verbunden blieb. Als Kind 1887 als Reisender für eine Firma zu arbeiten begann, konnte er erstmals sein Verkaufstalent unter Beweis stellen.
Von 1890 bis 1892 gehörte Kind dem Gardegrenadierregiment 4 in Koblenz an. Dort entwickelte er eine lebenslang andauernde Affinität zum Militärischen, außerdem erfuhr er eine bleibende monarchistische Prägung, die sich unter anderem in dem Umstand dokumentierte, dass Kind nach 1918 dem im holländischen Doorn im Exil lebenden ehemaligen deutschen Kaiser Wilhelm II. jedes Jahr einen Weihnachtsbaum brachte.
1892 übernahm Kind eine Anstellung als Handelsreisender für eine Dessauer Bürstengroßhandelsfirma. Von 1894 bis 1901 organisierte er zusammen mit einem seiner Brüder den Vertrieb neuer Artikel für Lebensmittelgeschäfte. Zu diesem Zweck bereiste er fast unentwegt das Reich und das Ausland.
Ab dem Herbst des Jahres 1901 baute Kind einen eigenen Fabrikationsbetrieb in Kotthausen auf. Das Unternehmen schuf anfangs Einrichtungen für Lebensmittelgeschäfte und ging dann zur Fabrikation vollständiger Ladeneinrichtungen über. Kinds Betrieb, den er fast fünfzig Jahre lang führte, konnte die Zahl seiner Mitarbeiter von 6 im Jahr 1901 auf mehr als 400 um 1940 steigern. Später ergänzte er den Betrieb noch durch die Übernahme des landwirtschaftlichen Gutes seines Vaters, aus dem er die Versorgung seiner Mitarbeiter bestritt. 1911 heiratete Kind Margarethe Borge. Aus der Ehe gingen zwei Söhne und fünf Töchter hervor.
Während der Weimarer Republik betätigte Kind sich politisch in der Deutschnationalen Volkspartei (DNVP), in die er 1919 eingetreten war. Für die DNVP legte Kind eine eifrige Tätigkeit als Werberedner an den Tag. Am 3. Januar 1931 zog Kind im Nachrückverfahren für Ludwig Schwecht, der sein Mandat am 21. Dezember 1930 niedergelegt hatte, in den Reichstag ein, in dem er bis zum Juli 1932 den Wahlkreis 20 (Köln-Aachen) vertrat. Im Parlament tat er sich nicht weiter hervor.
Nach 1933 zog Kind sich aus der Politik zurück. Nach dem Zweiten Weltkrieg gelang es Kinds Unternehmen, die krisenhaften Nachkriegsjahre zu überstehen und erneut zu prosperieren. Die Otto Kind GmbH & Co. KG ist heute Teil der NWI Group.

## Schriften
- Der Nutzen der Organisation im Fabrikbetriebe. Verlag Organisator, Zürich und Frankfurt a. M. 1924.